# 도병훈
도병훈(1998년 5월 14일 ~)은 대한민국의 배우이다.

## 드라마
- 2023년 U+모바일tv 밤이 되었습니다 - 김동현 역

## 학력
- 2022~ 2024년 한국예술종합학교 연극원 연기과 예술사